# 荒井站 (宮城縣)
荒井站（日语：／ Arai eki */?）是一個位於日本宮城縣仙台市若林區荒井字沓形，屬於仙台市地下鐵東西線車站。車站編號是T13。副站名是「大成Housing本店前」（至2020年3月31日）。

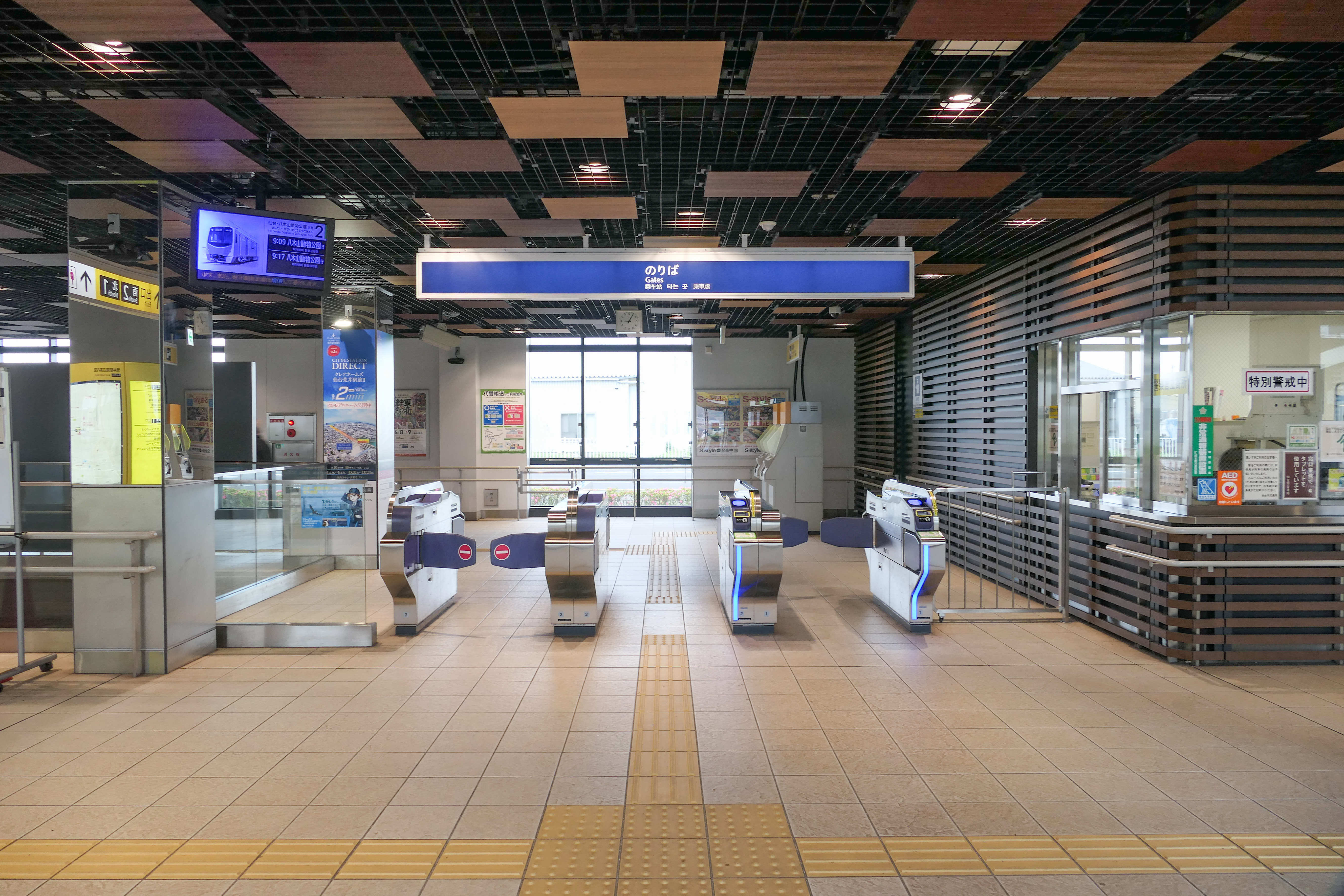
北檢票口（2024年6月）

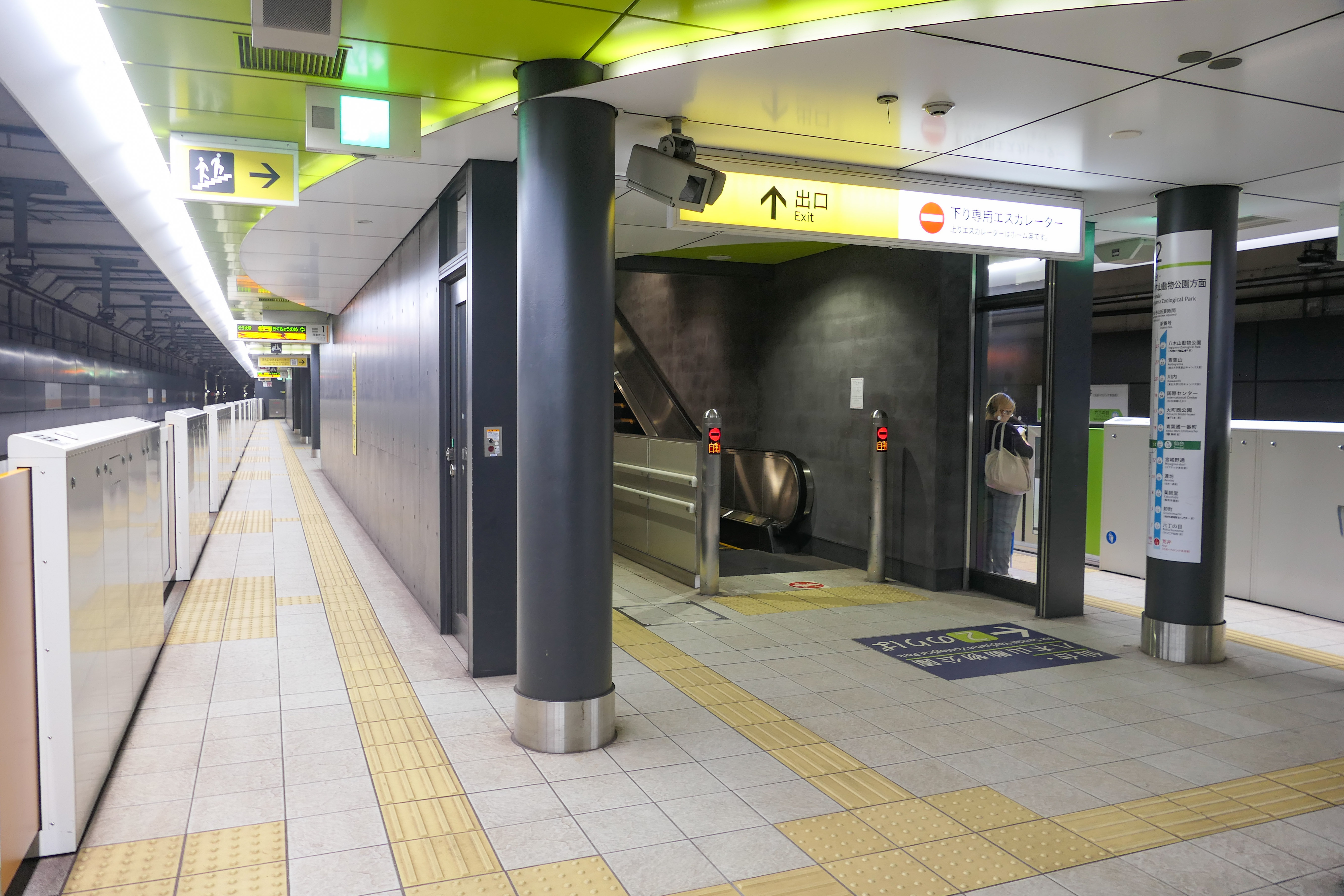
1號與2號月臺（2024年6月）

## 車站結構

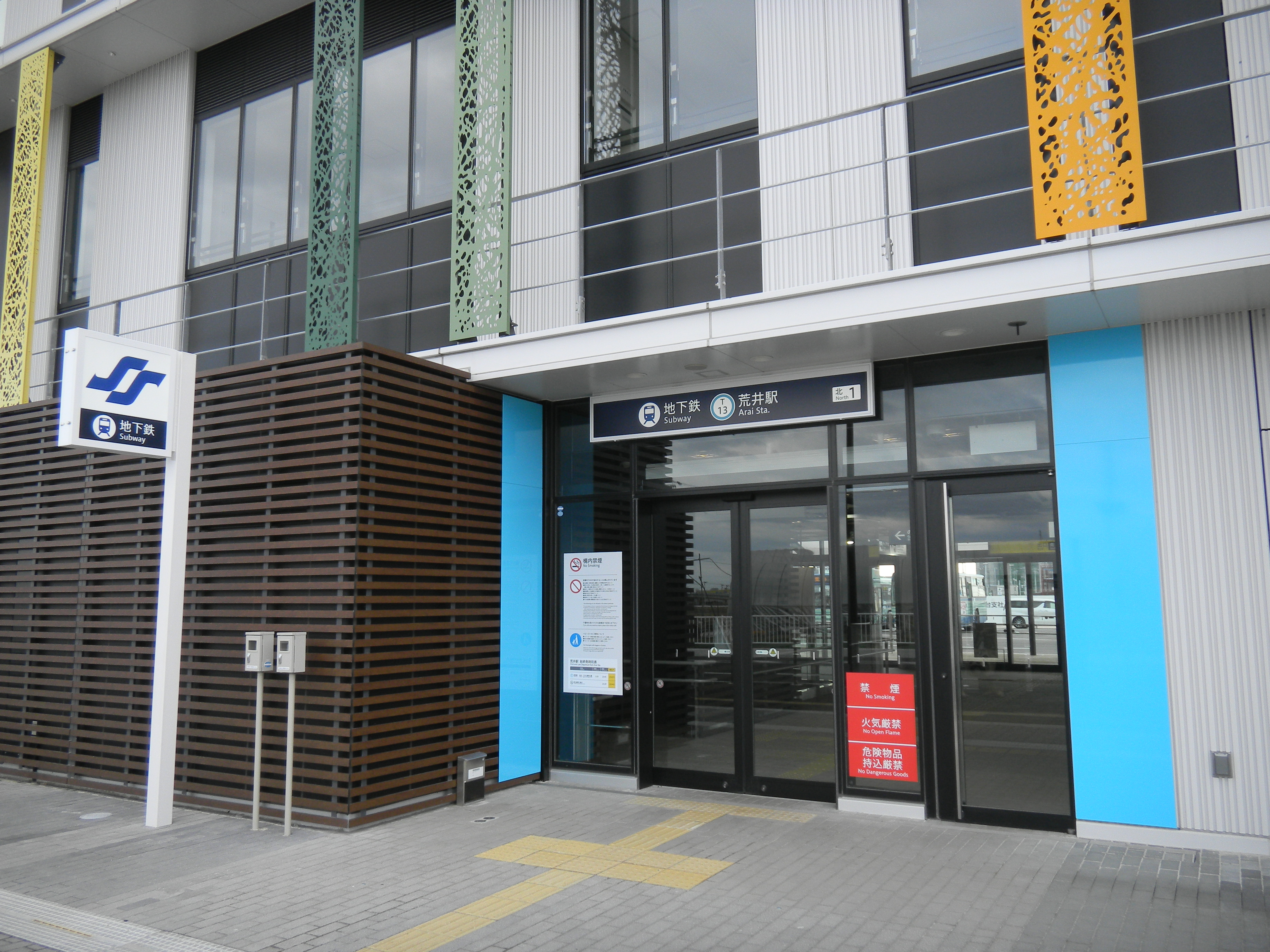
北1出入口（2016年1月）

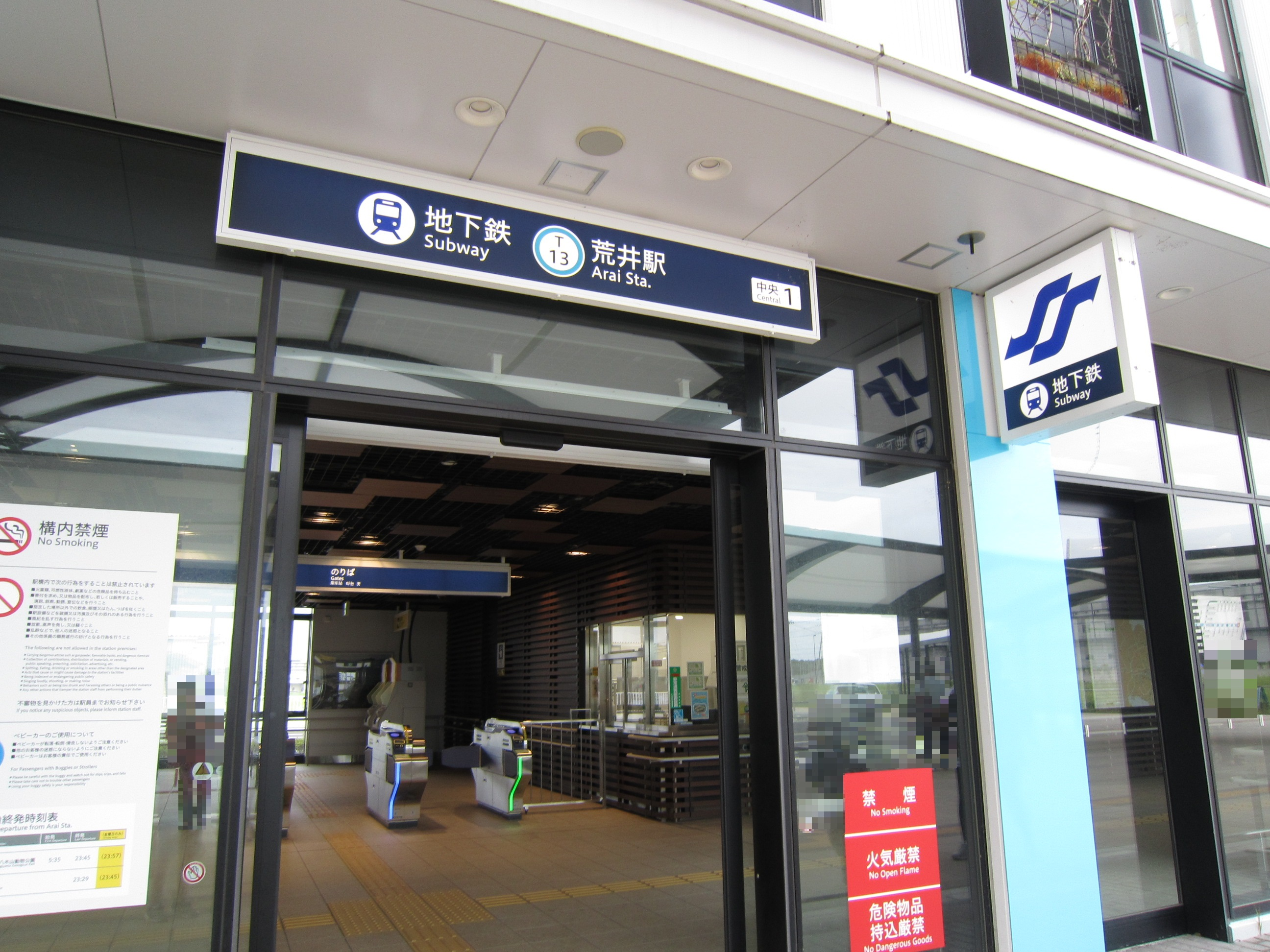
中央1出入口（2023年10月）

地上3樓，地下1樓，總面積6,150平方公尺。閘口、大堂位於地面1樓，月台位於地下1樓。

### 月台配置
| 月台 | 路線     | 目的地                   |
| ---- | -------- | ------------------------ |
| 1    | ■ 東西線 | 下車月台                 |
| 2    | ■ 東西線 | 仙台、八木山動物公園方向 |

## 使用情況
| 上車人次推移       | 上車人次推移     |
| 年度               | 一日平均上車人次 |
| ------------------ | ---------------- |
| 2015年（平成27年） | 2,254            |
| 2016年（平成28年） | 2,311            |
| 2017年（平成29年） | 2,734            |

- 2017年度（平成29年度）
  - 1日平均上車人數：2,734人[3]

一日平均上車人次（單位：人次）

## 相鄰車站
仙台市交通局（仙台市地下鐵）
■ 東西線
六丁之目（T12）－荒井（T13）

## 外部連結
- 仙台市交通局 東西線 （页面存档备份，存于）（日語）